# Сан-Марино на летних Олимпийских играх 2004
Сан-Марино принимало участие в Летних Олимпийских играх 2004 года в Афинах (Греция), но не завоевало ни одной медали. 

## Состав олимпийской сборной Сан-Марино

### Плавание
Спортсменов — 1
В следующий раунд на каждой дистанции проходили лучшие спортсмены по времени, независимо от места занятого в своём заплыве.
Мужчины
| Спортсмен         | Соревнование        | Предварительные заплывы | Предварительные заплывы | Полуфиналы | Полуфиналы | Финал     | Финал     |
| Спортсмен         | Соревнование        | Результат               | Место                   | Результат  | Место      | Результат | Место     |
| ----------------- | ------------------- | ----------------------- | ----------------------- | ---------- | ---------- | --------- | --------- |
| Эмануэле Николини | 400 м вольный стиль | 4:08,28                 | 42                      |            |            | Не прошёл | Не прошёл |